# Collegio elettorale di Taggia
Il collegio elettorale di Taggia è stato un collegio elettorale uninominale del Regno di Sardegna, uno dei collegi nell'allora provincia di Nizza.
Fu istituito con il Regio editto del 17 marzo 1848; era identificato con il numero 112 e comprendeva i territori di Taggia, Triora, Santo Stefano.
Con la riforma prevista dalla legge 3778 del 1859, il territorio del collegio divenne parte del collegio di Sanremo.

## Dati elettorali
Nel collegio si svolsero votazioni per le sette legislature.

### I legislatura
Le votazioni si svolsero in 222 collegi uninominali a doppio turno. Come previsto dal decreto n. 680 del 17 marzo 1848, era eletto al primo turno il candidato che «riunisce in suo favore più del terzo dei voti del total numero dei membri componenti il collegio e più della metà dei suffragi dati dai votanti presenti all'adunanza» (art. 92). Se nessun candidato era eletto, al ballottaggio tra i due candidati con più voti era eletto chi otteneva il maggior numero di voti (art. 93) o, in caso di ugual numero di voti, il maggiore d'età (art. 94).
| Partito                            | Partito                            | Candidato                          | Risultati 27 aprile 1848 | Risultati 27 aprile 1848 |
| Partito                            | Partito                            | Candidato                          | Voti                     | %                        |
| ---------------------------------- | ---------------------------------- | ---------------------------------- | ------------------------ | ------------------------ |
|                                    | —                                  | Giovanni Ruffini                   | 94                       | 100,00                   |
|                                    |                                    |                                    |                          |                          |
| Iscritti                           | Iscritti                           | Iscritti                           | 271                      | 100,00                   |
| ↳ Votanti (% su iscritti)          | ↳ Votanti (% su iscritti)          | ↳ Votanti (% su iscritti)          | 154                      | 56,83                    |
| ↳ Voti validi (% su votanti)       | ↳ Voti validi (% su votanti)       | ↳ Voti validi (% su votanti)       | 94                       | 61,04                    |
| ↳ Schede non valide (% su votanti) | ↳ Schede non valide (% su votanti) | ↳ Schede non valide (% su votanti) | 60                       | 38,96                    |
| ↳ Astenuti (% su iscritti)         | ↳ Astenuti (% su iscritti)         | ↳ Astenuti (% su iscritti)         | 117                      | 43,17                    |

### II legislatura
Le votazioni si svolsero in 222 collegi uninominali a doppio turno con la stessa normativa precedente (al primo turno un numero di voti maggiore di un terzo degli iscritti).
| Partito                            | Partito                            | Candidato                          | Risultati 22 gennaio 1849 | Risultati 22 gennaio 1849 |
| Partito                            | Partito                            | Candidato                          | Voti                      | %                         |
| ---------------------------------- | ---------------------------------- | ---------------------------------- | ------------------------- | ------------------------- |
|                                    | —                                  | Giovanni Ruffini                   | 112                       | 88,19                     |
|                                    | —                                  | Giovanni Battista Spinola          | 15                        | 11,81                     |
|                                    |                                    |                                    |                           |                           |
| Iscritti                           | Iscritti                           | Iscritti                           | 273                       | 100,00                    |
| ↳ Votanti (% su iscritti)          | ↳ Votanti (% su iscritti)          | ↳ Votanti (% su iscritti)          | 154                       | 56,41                     |
| ↳ Voti validi (% su votanti)       | ↳ Voti validi (% su votanti)       | ↳ Voti validi (% su votanti)       | 127                       | 82,47                     |
| ↳ Schede non valide (% su votanti) | ↳ Schede non valide (% su votanti) | ↳ Schede non valide (% su votanti) | 27                        | 17,53                     |
| ↳ Astenuti (% su iscritti)         | ↳ Astenuti (% su iscritti)         | ↳ Astenuti (% su iscritti)         | 119                       | 43,59                     |

L'elezione fu annullata il 3 febbraio 1849 perché l'onorevole Ruffini era ministro plenipotenziario presso la Repubblica di Francia. Il collegio fu riconvocato.
| Partito                            | Partito                            | Candidato                          | Primo turno 20 marzo 1849 | Primo turno 20 marzo 1849 | Ballottaggio 21 marzo 1849 | Ballottaggio 21 marzo 1849 |
| Partito                            | Partito                            | Candidato                          | Voti                      | %                         | Voti                       | %                          |
| ---------------------------------- | ---------------------------------- | ---------------------------------- | ------------------------- | ------------------------- | -------------------------- | -------------------------- |
|                                    | —                                  | Giovanni Battista Spinola          | 83                        | 80,58                     | 97                         | 98,98                      |
|                                    | —                                  | Tito Rubaudi                       | 20                        | 19,42                     | 1                          | 1,02                       |
|                                    |                                    |                                    |                           |                           |                            |                            |
| Iscritti                           | Iscritti                           | Iscritti                           | 273                       | 100,00                    | 273                        | 100,00                     |
| ↳ Votanti (% su iscritti)          | ↳ Votanti (% su iscritti)          | ↳ Votanti (% su iscritti)          | 143                       | 52,38                     | 99                         | 36,26                      |
| ↳ Voti validi (% su votanti)       | ↳ Voti validi (% su votanti)       | ↳ Voti validi (% su votanti)       | 103                       | 72,03                     | 98                         | 98,99                      |
| ↳ Schede non valide (% su votanti) | ↳ Schede non valide (% su votanti) | ↳ Schede non valide (% su votanti) | 40                        | 27,97                     | 1                          | 1,01                       |
| ↳ Astenuti (% su iscritti)         | ↳ Astenuti (% su iscritti)         | ↳ Astenuti (% su iscritti)         | 130                       | 47,62                     | 174                        | 63,74                      |

### III legislatura
Le votazioni si svolsero in 204 collegi uninominali a doppio turno con la normativa del 1848 (al primo turno un numero di voti maggiore di un terzo degli iscritti).
| Partito                            | Partito                            | Candidato                          | Primo turno 15 luglio 1849 | Primo turno 15 luglio 1849 | Ballottaggio 22 luglio 1849 | Ballottaggio 22 luglio 1849 |
| Partito                            | Partito                            | Candidato                          | Voti                       | %                          | Voti                        | %                           |
| ---------------------------------- | ---------------------------------- | ---------------------------------- | -------------------------- | -------------------------- | --------------------------- | --------------------------- |
|                                    | —                                  | Giovanni Ruffini                   | 53                         | 42,40                      | 80                          | 52,63                       |
|                                    | —                                  | Giovanni Battista Spinola          | 72                         | 57,60                      | 72                          | 47,37                       |
|                                    |                                    |                                    |                            |                            |                             |                             |
| Iscritti                           | Iscritti                           | Iscritti                           | 329                        | 100,00                     | 329                         | 100,00                      |
| ↳ Votanti (% su iscritti)          | ↳ Votanti (% su iscritti)          | ↳ Votanti (% su iscritti)          | 130                        | 39,51                      | 153                         | 46,50                       |
| ↳ Voti validi (% su votanti)       | ↳ Voti validi (% su votanti)       | ↳ Voti validi (% su votanti)       | 125                        | 96,15                      | 152                         | 99,35                       |
| ↳ Schede non valide (% su votanti) | ↳ Schede non valide (% su votanti) | ↳ Schede non valide (% su votanti) | 5                          | 3,85                       | 1                           | 0,65                        |
| ↳ Astenuti (% su iscritti)         | ↳ Astenuti (% su iscritti)         | ↳ Astenuti (% su iscritti)         | 199                        | 60,49                      | 176                         | 53,50                       |

L'onorevole Ruffini si dimise il 14 agosto 1849. Il collegio fu riconvocato.
| Partito                            | Partito                            | Candidato                          | Primo turno 16 settembre 1849 | Primo turno 16 settembre 1849 | Ballottaggio 17 settembre 1849 | Ballottaggio 17 settembre 1849 |
| Partito                            | Partito                            | Candidato                          | Voti                          | %                             | Voti                           | %                              |
| ---------------------------------- | ---------------------------------- | ---------------------------------- | ----------------------------- | ----------------------------- | ------------------------------ | ------------------------------ |
|                                    | —                                  | Michele Anfossi                    | 59                            | 56,19                         | 84                             | 51,22                          |
|                                    | —                                  | Pietro Cappone                     | 46                            | 43,81                         | 80                             | 48,78                          |
|                                    |                                    |                                    |                               |                               |                                |                                |
| Iscritti                           | Iscritti                           | Iscritti                           | 329                           | 100,00                        | 329                            | 100,00                         |
| ↳ Votanti (% su iscritti)          | ↳ Votanti (% su iscritti)          | ↳ Votanti (% su iscritti)          | 161                           | 48,94                         | 164                            | 49,85                          |
| ↳ Voti validi (% su votanti)       | ↳ Voti validi (% su votanti)       | ↳ Voti validi (% su votanti)       | 105                           | 65,22                         | 164                            | 100,00                         |
| ↳ Schede non valide (% su votanti) | ↳ Schede non valide (% su votanti) | ↳ Schede non valide (% su votanti) | 56                            | 34,78                         | 0                              | 0,00                           |
| ↳ Astenuti (% su iscritti)         | ↳ Astenuti (% su iscritti)         | ↳ Astenuti (% su iscritti)         | 168                           | 51,06                         | 165                            | 50,15                          |

L'elezione fu annullata il 20 settembre 1849 perché molti cittadini non elettori erano entrati nella sala della votazione e perché 4 voti attribuiti ad Anfossi non portavano indicazioni sufficienti per essere attribuiti a lui. Il collegio fu riconvocato.
| Partito                            | Partito                            | Candidato                          | Risultati 28 ottobre 1849 | Risultati 28 ottobre 1849 |
| Partito                            | Partito                            | Candidato                          | Voti                      | %                         |
| ---------------------------------- | ---------------------------------- | ---------------------------------- | ------------------------- | ------------------------- |
|                                    | —                                  | Michele Anfossi                    | 114                       | 89,06                     |
|                                    | —                                  | Pietro Cappone                     | 14                        | 10,94                     |
|                                    |                                    |                                    |                           |                           |
| Iscritti                           | Iscritti                           | Iscritti                           | 329                       | 100,00                    |
| ↳ Votanti (% su iscritti)          | ↳ Votanti (% su iscritti)          | ↳ Votanti (% su iscritti)          | 145                       | 44,07                     |
| ↳ Voti validi (% su votanti)       | ↳ Voti validi (% su votanti)       | ↳ Voti validi (% su votanti)       | 128                       | 88,28                     |
| ↳ Schede non valide (% su votanti) | ↳ Schede non valide (% su votanti) | ↳ Schede non valide (% su votanti) | 17                        | 11,72                     |
| ↳ Astenuti (% su iscritti)         | ↳ Astenuti (% su iscritti)         | ↳ Astenuti (% su iscritti)         | 184                       | 55,93                     |

### IV legislatura
Le votazioni si svolsero in 204 collegi uninominali a doppio turno con la normativa del 1848 (al primo turno un numero di voti maggiore di un terzo degli iscritti).
| Partito                            | Partito                            | Candidato                          | Risultati 9 dicembre 1849 | Risultati 9 dicembre 1849 |
| Partito                            | Partito                            | Candidato                          | Voti                      | %                         |
| ---------------------------------- | ---------------------------------- | ---------------------------------- | ------------------------- | ------------------------- |
|                                    | —                                  | Giovanni Battista Spinola          | 116                       | 55,24                     |
|                                    | —                                  | Michele Anfossi                    | 94                        | 44,76                     |
|                                    |                                    |                                    |                           |                           |
| Iscritti                           | Iscritti                           | Iscritti                           | 329                       | 100,00                    |
| ↳ Votanti (% su iscritti)          | ↳ Votanti (% su iscritti)          | ↳ Votanti (% su iscritti)          | 215                       | 65,35                     |
| ↳ Voti validi (% su votanti)       | ↳ Voti validi (% su votanti)       | ↳ Voti validi (% su votanti)       | 210                       | 97,67                     |
| ↳ Schede non valide (% su votanti) | ↳ Schede non valide (% su votanti) | ↳ Schede non valide (% su votanti) | 5                         | 2,33                      |
| ↳ Astenuti (% su iscritti)         | ↳ Astenuti (% su iscritti)         | ↳ Astenuti (% su iscritti)         | 114                       | 34,65                     |

### V legislatura
Le votazioni si svolsero in 204 collegi uninominali a doppio turno con la normativa del 1848 (al primo turno un numero di voti maggiore di un terzo degli iscritti).
| Partito                            | Partito                            | Candidato                          | Risultati 8 dicembre 1853 | Risultati 8 dicembre 1853 |
| Partito                            | Partito                            | Candidato                          | Voti                      | %                         |
| ---------------------------------- | ---------------------------------- | ---------------------------------- | ------------------------- | ------------------------- |
|                                    | —                                  | Domenico Spinola                   | 176                       | 81,48                     |
|                                    | —                                  | Pietro Cappone                     | 40                        | 18,52                     |
|                                    |                                    |                                    |                           |                           |
| Iscritti                           | Iscritti                           | Iscritti                           | 300                       | 100,00                    |
| ↳ Votanti (% su iscritti)          | ↳ Votanti (% su iscritti)          | ↳ Votanti (% su iscritti)          | 226                       | 75,33                     |
| ↳ Voti validi (% su votanti)       | ↳ Voti validi (% su votanti)       | ↳ Voti validi (% su votanti)       | 216                       | 95,58                     |
| ↳ Schede non valide (% su votanti) | ↳ Schede non valide (% su votanti) | ↳ Schede non valide (% su votanti) | 10                        | 4,42                      |
| ↳ Astenuti (% su iscritti)         | ↳ Astenuti (% su iscritti)         | ↳ Astenuti (% su iscritti)         | 74                        | 24,67                     |

### VI legislatura
Le votazioni si svolsero in 204 collegi uninominali a doppio turno dopo la modifica dei collegi della Sardegna nel 1856; venne applicata la normativa del 1848 (al primo turno un numero di voti maggiore di un terzo degli iscritti).
| Partito                            | Partito                            | Candidato                          | Risultati 15 novembre 1857 | Risultati 15 novembre 1857 |
| Partito                            | Partito                            | Candidato                          | Voti                       | %                          |
| ---------------------------------- | ---------------------------------- | ---------------------------------- | -------------------------- | -------------------------- |
|                                    | —                                  | Domenico Spinola                   | 223                        | 78,80                      |
|                                    | —                                  | Giovanni Pasqua                    | 60                         | 21,20                      |
|                                    |                                    |                                    |                            |                            |
| Iscritti                           | Iscritti                           | Iscritti                           | 445                        | 100,00                     |
| ↳ Votanti (% su iscritti)          | ↳ Votanti (% su iscritti)          | ↳ Votanti (% su iscritti)          | 313                        | 70,34                      |
| ↳ Voti validi (% su votanti)       | ↳ Voti validi (% su votanti)       | ↳ Voti validi (% su votanti)       | 283                        | 90,42                      |
| ↳ Schede non valide (% su votanti) | ↳ Schede non valide (% su votanti) | ↳ Schede non valide (% su votanti) | 30                         | 9,58                       |
| ↳ Astenuti (% su iscritti)         | ↳ Astenuti (% su iscritti)         | ↳ Astenuti (% su iscritti)         | 132                        | 29,66                      |